# Маркович, Стеван
Стеван Маркович (серб. Stevan Marković / Стеван Марковић; 10 мая 1937, Белград — 1 октября 1968, Париж) — телохранитель французского киноактёра Алена Делона. Убит неизвестными, дело не раскрыто.

## Биография
В 1950-е годы Стеван Маркович и его друг Милош Милошевич участвовали в уличных драках в Белграде. Когда они встретили Алена Делона, снимавшего в то время один из своих фильмов в Югославии, Делон пригласил к себе на работу Милоша и Стевана. Стеван стал телохранителем Делона. Благодаря помощи Делона он познакомился со многими представителями французской элиты. Ходили слухи, что Маркович занимался проституцией.
В 1968 году тело Стевана Марковича нашли в окрестностях Парижа на свалке. Убийц и заказчиков не установили, однако многие обвинили в этом Алена Делона: в одном из писем своему брату Александру Стеван писал, что ему угрожает не только сам Делон, но и крёстный отец корсиканской мафии Франсуа Маркантони. После того, как среди личных вещей Марковича обнаружили несколько откровенных фотографий с женщиной, внешне напоминавшей Клод Помпиду, супругу президента Франции Жоржа Помпиду, разразился скандал: Жоржа Помпиду обвинили в покушении на убийство.